# Turbo (productor musical)
Turbo es un productor musical y DJ finlandés conocido por su trabajo en el género Eurobeat. Su estilo combina elementos de Italo disco, Dance y música electrónica, caracterizándose por ritmos acelerados, sintetizadores dinámicos y melodías pegadizas. Ha desarrollado una identidad sonora influenciada por la escena clásica del Eurobeat, adaptándola a las tendencias modernas de la música electrónica. A través de su producción, ha logrado una base de seguidores en plataformas digitales, especialmente Youtube.

## Carrera
Turbo comenzó su carrera en la década de 2010, destacándose por su enfoque innovador dentro del Eurobeat. Su música ha sido influenciada por el sonido clásico del género, pero con una producción más moderna y adaptada a las nuevas generaciones de oyentes. Ha lanzado varios álbumes y sencillos a través de plataformas digitales como Bandcamp y SoundCloud.
Gran parte de su reconocimiento internacional proviene de su canal de YouTube, donde ha publicado remixes de Eurobeat de canciones populares de anime y cultura pop. Sus versiones han acumulado millones de reproducciones, contribuyendo a la difusión del género en nuevas audiencias.YouTube, Su éxito en la plataforma ha permitido que su música llegue a eventos y se hayan creado coreografías de Para Para de algunos de sus remixes.
En 2022, Turbo ganó notoriedad tras componer la banda sonora del videojuego Inertial Drift: Twilight Rivals Edition. La música del juego recibió elogios por su energía y su capacidad de complementar la mecánica de conducción arcade del título.
Turbo también ha participado en importantes eventos de música y anime en Europa. En 2023, se presentó en Desucon Frostbite, un evento en Finlandia dedicado a la cultura otaku y los videojuegos, donde ofreció un espectáculo en vivo en la fiesta nocturnas del evento.
En diciembre de 2023, Turbo actuó en el 29º Manga Barcelona, uno de los eventos más destacados de la cultura manga y anime en España. Su participación incluyó una sesión de DJ que fue el interludio para la deliberación del jurado dentro del concurso de cosplay. Coincidiendo con su participación en dicho evento, también se presentó en la Atomic Pixel Party, un evento especializado en música electrónica y cultura pop. En 2024, repitió su participación en la Atomic Pixel Party.

## Estilo musical
El estilo de Turbo se caracteriza por ritmos enérgicos, sintetizadores brillantes y melodías pegadizas, elementos fundamentales del Eurobeat. Sus producciones han sido influenciadas por artistas como Dave Rodgers, Maurizio De Jorio y Bratt Sinclaire. También ha experimentado con fusiones de Eurobeat con otros géneros electrónicos, ampliando su sonido más allá de los límites tradicionales del género.

## Discografía Original
- Night Fever (2021)
- Super Driver (2022)
- Inertial Drift: Twilight Rivals Edition (OST) (2022)[5]
- Digital Princess (con Keisari, 2023)[2]

## Influencia y legado
Turbo ha ayudado a revitalizar el interés en el Eurobeat en Europa, conectando con nuevas audiencias a través de plataformas de transmisión digital y redes sociales. Su impacto en la escena indie del género ha sido destacado en medios especializados.